# غوردون غوندا
غوردون غوندا (بالإنجليزية: Gordon Gund) هو شخصية أعمال أمريكي، ولد في 15 أكتوبر 1939 في كليفلاند في الولايات المتحدة.

## وصلات خارجية
- غوردون غوند على موقع إن إن دي بي (الإنجليزية)